# Ernest Harold Jones
Ernest Harold Jones (Barnsley (Yorkshire), 7 de marzo de 1877 - Luxor (Egipto), 10 de marzo de 1911) fue un egiptólogo, arqueólogo e ilustrador británico implicado principalmente en excavaciones del Valle de los Reyes, Egipto.
Empezó sus excavaciones en Egipto de la mano de John Garstang de la Universidad de Liverpool cuando fue empleado como ilustrador durante la campaña de 1903-1904 en Beni Hasan. También con Garstang participó como arqueólogo en Hieracómpolis en 1905-1906 en el templo de Nején y en el cementerio predinástico de Nagada. Aumentó su experiencia en otras excavaciones en Esna, Abidos y varios lugares de Nubia. 
En 1907, Jones logró suceder a Edward R. Ayrton al frente de la misión que llevaba a cabo excavaciones en el Valle de los Reyes con el apoyo financiero de Theodore Monroe Davis. Jones, a pesar de su salud quebradiza, retuvo el puesto de director de campo de las misiones hasta 1911, cuando murió de tisis.
Con este patrocinio, descubrió las tumbas KV58 (su principal descubrimiento, en 1909) y KV61 (en 1910), además de haber participado en otras excavaciones como en la KV46 (tumba de Yuya y Tuya).